# Välkommen åter sköna tid
Välkommen åter sköna tid.  Sångext av Linnéa Vikberg. Sjungs till samma melodi som psalmen Bevara, Gud, vårt fosterland enligt Johann Crüger.

## Publicerad i
- Sions Sånger 1981 som nr 8 under rubriken "Jul".